# Гриби (фільм)
«Гриби» (англ. Shrooms) — ірландський фільм жахів 2007 року режисера Педді Бретнека. В Ірландії фільм зібрав $2 863 долара, в іншому світі $4 951 758. Фільм вийшов в прокат у листопаді 2007 року в Європі (Велика Британія та Ірландія) і у лютому 2008 року в США.
Декілька друзів їдуть в Ірландію до свого друга Джейка, який обіцяв сходити з ними в похід за галюциногенними грибами в ліс. Під час збирання грибів і подальшого їх вживання одна з дівчат Тара з'їдає дивний гриб, який нібито дає можливість бачити майбутнє. Тара справді бачить дивні видіння про смерть своїх друзів — і не може зрозуміти, чи вони реальні чи це все уява.

## Сюжет
Американська студентка Тара та її друзі по коледжу відвідують Ірландію, щоб зустрітися з другом Джейком. Вони їдуть до табору в лісі, розташованого поблизу покинутого дитячого будинку, до невдоволення Тари. Збираючи псилоцибінові гриби з метою отримати яскраві галюцинації, Тара їсть гриб-дзвіночок і впадає у транс. Потім її знаходить Джейк; він заперечує слова Тари, що був поруч нещодавно й поцілував її.
Біля багаття, коли Тара відпочиває у наметі, Джейк розповідає легенду про жорстокого ченця, який мстить за вбивство свого брата-близнюка. Він стверджує, що в дитячому будинку неподалік утримувалися малолітні злочинці, які досі переховуються в лісі. Тара крізь сон чує це та бачить видіння про вбивство своїх друзів.
Блуто свариться з іншими студентами, звинувачуючи їх, що хтось ходив поруч. Джейк стверджує, що це був він. Далі Блуто випиває трохи галюциногенного чаю та чує жіночий голос, який манить його вглиб лісу, і бачить балакучу корову. Він натрапляє на покинуте авто, де його обплутує чиєсь волосся і з'являється монах. Тара знаходить Блуто й повертає до намету. Зранку в дівчини Блуто, Лізи, виявляється обрізане волосся.
Не стурбовані зникненням Блуто, інші вживають чай із грибами, і губляться в лісі. Джейк зізнається Трою, що це не він був незнайомцем біля намету ввечері. Тара бачить монаха і кричить, щоб Голі та Ліза тікали. Подруги не вірять їй, але випадково виявляють труп Блуто. Ліза панікує, тікає та стикається з двома лісниками, Ерні та Берні. Вони підозріло поводяться, тож Ліза поспішає покинути їхню хатину. Джейк і Трой тим часом бачать труп Блуто, а постать з мішком на голові кидає в них каміння.
Тара бачить видіння про смерть Голі, вбиту здичавілим хлопчиком. Ліза виявляє в річці її труп. Джейк і Трой знаходять Тару на протилежному березі й кажуть зустрітися з ними в покинутому дитячому будинку, щоб викликати допомогу. Під час дослідження будинку Троя вбиває монах, а Джейк вистрибує з вікна, зламавши ногу. Тара знаходить його, і вони тікають через ліс. Джейка наздоганяє монах і вбиває.
Тара отямлюється, коли гелікоптер ширяє над табором, і її відправляють у машину швидкої допомоги. Вона єдина вижила, а вину поліція покладає на одного з лісників. Коли дзвонить її мобільний телефон, Тара згадує як убила всіх своїх друзів; гриб лише посилив її образу. Вона просить допомоги у фельдшера, а потім убиває його та тікає до лісу.

## В ролях
| Актор          | Роль  |
| -------------- | ----- |
| Джек Г'юстон   | Джейк |
| Ліндсі Гоун    | Тара  |
| Роберт Гоффман | Блуто |
| Макс Кеш       | Трой  |
| Майя Газен     | Ліза  |
| Еліс Грецін    | Голі  |
| Дон Вічерлі    | Ерні  |
| Шон МакҐінлі   | Берні |

## Сприйняття
Згідно з агрегатором рецензій Rotten Tomatoes, позитивні оцінки фільму дали 22 % критиків.
Анна Сміт для BBC писала, що експерименти гурту молодиків і галюцинації здаються переконливими. Та хоча «Гриби» напружені тут і там, глядачі отримують менше, ніж обіцяли трейлери. Важкість розрізнення реальності та галюцинацій — це почасти це страшно, але зрештою розчаровує.
Гелен Огара в журналі Empire зробила висновок, що фільм можна сприймати як цікаву першу спробу режисера, але не як якісний твір інді-кінематографа. Декілька страшних сцен не компенсують млявої акторської гри та кепського фіналу.

## Номінації
- 2008 — Номінація IFTA Award — Найкращий фільм;
- 2008 — Номінація IFTA Award — Найкращий режисер.